# Gia Mantegna
Pour les articles homonymes, voir Mantegna.
Gina "Gia" Mantegna, née le 17 avril 1990 à New York dans l'État de New York, est une actrice américaine.

## Jeunesse et formation
Gia Mantegna est née à New York, et a grandi à Los Angeles, en Californie. Elle joue du piano, du saxophone et est une chanteuse expérimentée. 

Elle a des origines italienne et tchèque. Elle est la fille de Joe Mantegna.

## Carrière
Gia Mantegna fait ses débuts d'actrice à l'âge de 13 ans dans le film Uncle Nino en 2003, aux côtés de Anne Archer, Trevor Morgan et son père, Joe Mantegna. Plus tard, elle apparaît dans le film 13 Going on 30. En 2006, Mantegna a incarné le personnage de Grace Conrad dans le film hivernal de Warner Brothers Unaccompanied Minors. Elle a joué l'un des rôles principaux dans le pilote du feuilleton de télévision américaines Murder Book pour la Fox. Elle a joué dans le film The Neighbor  aux côtés de Matthew Modine, Michèle Laroque et Ed Quinn.
En 2008, Mantegna a fait une apparition dans un épisode de la saison 3 de la série Esprits criminels, avec son père, où elle incarne une adolescente, Lindsey Vaughn, enlevée et témoin de la mort de sa meilleure amie à Chula Vista, en Californie. Elle est apparue aussi dans le film The Secret Life of the American Teenager dans le rôle récurrent de Patty Mary.
En 2010, Mantegna joue dans le film indépendant Getting That Girl. Elle apparaît également dans la nouvelle série de la chaîne TeenNick, Gigantic.
En 2017, elle revient et apparaît aussi dans les trois derniers épisodes de la saison 12 de la série Esprits criminels. Elle y interprète à nouveau le rôle de Lindsay Vaughn, la personne qui a enlevé la mère du docteur Spencer Reid.

## Filmographie

### Cinéma
- 2003 : Uncle Nino : Gina Micelli
- 2004 : 30 ans sinon rien : Gina
- 2006 : Enfants non accompagnés : Grace Conrad[1]
- 2006 : In the Land of Women : une ado #3
- 2007 : Ma voisine du dessous : Ally
- 2010 : Getting That Girl de Nathanael Coffman : Mandy Meyers
- 2010 : And Soon the Darkness : Camila
- 2013 : Suspect (The Frozen Ground) de Scott Walker : Debbie Peters
- 2013 : Empire State de Dito Montiel : Vicky
- 2013 : Jake Squared de Howard Goldberg : Sarah
- 2014 : California Scheming de Marco Weber : Chloe Vandersteen
- 2014 : Ask Me Anything d'Allison Burnett (en) : Jade
- 2014 : The Prince de Brian A. Miller : Beth
- 2020 : All For Nikki : Nikki Duke

### Télévision

#### Séries télévisées
- 2008–2017 : Esprits criminels : Lindsey Vaughn (4 épisodes)[2]
- 2008–2009 : La Vie secrète d'une ado ordinaire : Patty Mary
- 2009 : Médium : Devin Mitchell
- 2010–2011 : Gigantic : Vanessa King
- 2011 : Emergo de Carles Torrens : Caitlin White
- 2013 : Perception : Erica Beecher
- 2014–2017 : The Middle : Devin Levin (10 épisodes)
- 2015 : Under the Dome : Lily Walters (6 épisodes)[3]
- 2017 : Life After First Failure : Christina Robbins (6 épisodes)
- 2018–2019 : The Dead Girls Detective Agency : Charlotte Feldman (35 épisodes)
- 2019 : Magnum (Magnum P.I.) : Karen McDowell

#### Téléfilms
- 2005 : Murder Book : Claire Gilroy
- 2007 : Un mariage pour Noël : Mary
- 2015 : Cheerleader Death Squad : Grace